# Трисектриса Маклорена

Трисектриса Маклорена. Показано трисекцію кута

Трисектри́са Маклоре́на — кубика, яку можна використати для трисекції кута. Її можна визначити як геометричне місце точок перетину двох прямих, кожна з яких обертається рівномірно навколо двох різних точок (полюсів) з відношенням кутових швидкостей 1:3, при цьому спочатку прямі збігаються з прямою, що проходить через ці полюси. Узагальнення цієї побудови називають січною Маклорена. Січну названо на честь Коліна Маклорена, який досліджував криву 1742 року.

## Рівняння
Нехай дві прямі обертаються навколо точок {\displaystyle P=(0,0)} і {\displaystyle P_{1}=(a,0)}, так що пряма, що обертається навколо {\displaystyle P}, утворює з віссю {\displaystyle x} кут {\displaystyle \theta }, а та, що обертається навколо {\displaystyle P_{1}}, утворює кут {\displaystyle 3\theta }. Нехай {\displaystyle Q} — точка їх перетину, тоді кут між прямими в точці {\displaystyle Q} дорівнює {\displaystyle 2\theta }. За теоремою синусів
{\displaystyle {r \over \sin 3\theta }={a \over \sin 2\theta }}, так що в полярній системі координат це дасть
{\displaystyle r=a{\frac {\sin 3\theta }{\sin 2\theta }}={a \over 2}{\frac {4\cos ^{2}\theta -1}{\cos \theta }}={a \over 2}(4\cos \theta -\sec \theta )}.
Таким чином, крива належить до сімейства конхоїд Слюза.
У прямокутній системі координат вигляд рівняння такий:
{\displaystyle 2x(x^{2}+y^{2})=a(3x^{2}-y^{2})}.
Якщо початок координат зсунути в {\displaystyle (a,0)}, то виведення, подібне до наведеного, показує, що рівняння в полярних координат перетворюється на
{\displaystyle r={\frac {a}{2\cos {\theta  \over 3}}}}
і крива стає прикладом епіспіралі.

## Властивість трисекції
Для заданого кута {\displaystyle \phi } малюємо промінь з {\displaystyle (a,0)} так, щоб кут з віссю {\displaystyle x} становив {\displaystyle \phi }. Малюємо промінь з початку координат у точку перетину першого променя з кривою. За побудовою кривої, кут між другим променем і віссю {\displaystyle x} дорівнює {\displaystyle \phi /3}.

## Чудові точки і властивості
Крива має перетин з віссю x у точці {\displaystyle 3a \over 2} і подвійну нерухому точку в початку координат. Вертикальна пряма {\displaystyle x={-{a \over 2}}} є асимптотою. Крива перетинає пряму {\displaystyle x=a} в точках {\displaystyle (a,{\pm {1 \over {\sqrt {3}}}a})}, що відповідають трисекції прямого кута. Як основна кубика, вона має рід нуль.

## Зв'язок з іншими кривими
Трисектрису Маклорена можна визначити як конічний перетин трьома способами. А саме:
- Вона є інверсією гіперболи відносно одиничного кола

{\displaystyle 2x=a(3x^{2}-y^{2})}.
- Вона є цисоїдою кола

{\displaystyle (x+a)^{2}+y^{2}=a^{2}}
і прямої {\displaystyle x={a \over 2}} відносно початку координат.
- Вона є подерою параболи відносно початку координат

{\displaystyle y^{2}=2a(x-{\tfrac {3}{2}}a)}.
До того ж,
- Інверсія відносно точки {\displaystyle (a,0)} є трисектрисою равлика[en].
- Трисектриса Маклорена пов'язана з декартовим листом афінним перетворенням.